# Fred Ottman
Fred Ottman (* 10. August 1956 in Tampa, Florida) ist ein ehemaliger US-amerikanischer Wrestler. Bekannt wurde er durch seine Auftritte als Tugboat und Typhoon bei der World Wrestling Federation. Sein größter Erfolg war der Erhalt der WWF Tag Team Championship im Tag Team Natural Disasters. Während seines Engagements bei World Championship Wrestling blieb Ottman als Shockmaster wegen einer spektakulären Showpanne in Erinnerung.

## Karriere

### Jugend
Fred Ottman wuchs in Miami, Florida auf. Wie sein Vater begann er bereits in der Jugend mit dem Gewichtheben, begeisterte sich aber auch für andere Sportarten.  Er war unter anderem Diskuswerfer und trainierte zusammen mit Ricky Bruch, verfehlte aber die Qualifikation für die Olympischen Sommerspiele 1980.
Anschließend begann er sich für Wrestling zu interessieren und trainierte unter Karl von Stroheim und Boris Malenko. Letzteren bezeichnete er später gerne als seinen „zweiten Dad“.

### Anfänge
Ottman begann seine Wrestlingkarriere 1984 als Bubba the Belt Collector im mittleren Westen der USA. Seinen ersten nennenswerten Erfolg hatte er durch eine Fehde mit Jerry Lawler. Von dort ging Ottman nach Texas, wo er zweimal, einmal mit Jerry Lawler und einmal mit „Goliath“, die AWA Southern Tag Team Championship-Titel erhielt. Ottman kehrte darauf zurück in die Region des mittleren Westens und wechselte von dort aus nach Florida zu Florida Championship Wrestling, wo er sich den neuen Ringnamen US Steele zulegte. Später musste dieser jedoch wegen juristischer Probleme mit der US Steel in Big Steele Man geändert werden. In Florida hatte Ottman Fehden mit Dusty und Dustin Rhodes.

### World Wrestling Federation
Nachdem er einen Vertrag mit der World Wrestling Federation (WWF) abschließen konnte, erhielt er ein neues Gimmick namens Tugboat Thomas. Diese erinnerte äußerlich stark an den Schurken Bluto der Popeye-Comics, war aber im Gegensatz zu diesem kein Bösewicht. Tugboat erschien zunächst als Freund von Hulk Hogan, um diesen in Tag Team-Kämpfen gegen den ebenfalls schwergewichtigen Earthquake und Dino Bravo zu unterstützen. Tugboat wurde schnell zu einem Fanfavoriten, insbesondere unter den Kindern.
Wenig später wurde diese Rolle fallen gelassen, um aus Ottman und Earthquake ein Team namens „Natural Disasters“ zu bilden. Der Ex-Sumotori John „Earthquake“ Tenta und der nun als „Typhoon“ auftretende Ottman waren zusammen etwa 395 kg schwer und damit an Masse ohne Konkurrenz, was die WWF durch zahlreiche einseitig gehaltene Matches gegen Jobber unterstrich. Die „Natural Disasters“ fehdeten in der Folgezeit mit der Legion of Doom und den Nasty Boys um die Tag Team Titel. Nachdem die Legion of Doom die WWF verlassen hatte, ließ die Promotion Ottman und Tenta zu Publikumslieblingen werden und machte sie zu Herausforderern um die von „Money Inc.“ gehaltenen Tag Team Titel. Im Zuge dieser Fehde erhielten Typhoon und Earthquake am  20. Juli 1992 die Titel, die sie bis zum November 1992 verteidigen durften. Im folgenden Jahr löste sich das Tag Team auf, ohne dass die Trennung explizit erklärt wurde. Ottman verließ die WWF wenige Monate später.

### Der Shockmaster der WCW
Der Hauptkonkurrent der WWF, die von Ted Turner finanzierte WCW, nahm Ottman 1993 unter Vertrag. Die Booker um Ole Anderson entwickelten für Ottman ein neues Gimmick, den Shockmaster. Diese Figur sollte bei der Großveranstaltung Fall Brawl ihr Debüt in einem 8-Mann-Tag-Team Match geben, das zwischen Sting, Dustin Rhodes, Davey Boy Smith und einem geheimnisvollen unbekannten Partner auf der einen und Sid Vicious, Big Van Vader und dem Tag Team Harlem Heat auf der anderen Seite angesetzt war. Zum Spannungsaufbau sollte der Partner in einem von Ric Flair moderierten Interviewsegment mit beiden Parteien vorgestellt werden. Sting kündigte den Shockmaster als geheimen Partner an. Vorgesehen war, dass Ottman, gekleidet in ein Kostüm, das einen lilafarbenen, mit Glitter bedeckten Star-Wars-Sturmtruppenhelm vorsah, durch eine Papierwand brechen sollte. Ottman, dessen Sicht durch den Helm stark beeinträchtigt war, stolperte über den unteren Teil der Wand, fiel zu Boden und verlor dabei auch noch den Helm. Die anderen reagierten geschockt. Während Ottman seinen Helm aufsammelte, waren die Mikrofone am Set angestellt, so dass die Kommentare der Wrestlerkollegen Ric Flair „Oh, god“ und Davey Boy Smith „He fell flat on his arse! Fell flat on his fucking arse!“ (Er hat sich glatt auf den Arsch gesetzt. Fällt glatt auf seinen verdammten Arsch!) verstanden werden konnten. Trotz des verunglückten Auftritts setzte Ottman seinen Auftritt wie ursprünglich vorgesehen fort und stieß wilde verbale Drohungen gegen die anwesenden Heels aus, die wahrnehmbar Mühe hatten, nicht zu lachen. Die Stimme des Shockmasters kam zudem von Ole Anderson, der hinter den Kulissen anwesend war.
Erstaunlicherweise ließ die WCW das Shockmaster-Gimmick nicht fallen, sondern änderte es vom Superhelden zum Tollpatsch. Die Superhelden-Rolle sollte ein im Outfit ähnlich aussehender, neu eingeführter „Supershockmaster“ übernehmen, der vom „Shockmaster“ als „Onkel Fred“ sprach und auch von Fred Ottman verkörpert wurde. Beide Figuren wurden nach einiger Zeit von der WCW nicht mehr benutzt, Ottmann verließ das Wrestlinggeschäft.

### Nach der WCW
Im Juli 1994 kehrte Ottman kurzzeitig als Typhoon zur WWF zurück, um die Fehde des kurz zuvor zur WCW gewechselten Earthquake gegen Yokozuna zu übernehmen. Nach wenigen Matches verließ Ottman die WWF wieder.
2001 kehrte Ottman einmalig zurück, um in seinem alten „Tugboat“-Gimmick an einer Battle Royal früherer Stars bei Wrestlemania XVII teilzunehmen.
Ottman tritt immer wieder mal bei Legenden-Veranstaltungen auf, sei es, um Autogramme zu geben oder für einzelne Matches. Er fühlt sich dem Wrestling-Business weiterhin verbunden und spricht gerne über seine Karriere.

## Privatleben
Fred Ottman ist mit der Schwester von Dusty Rhodes verheiratet und damit ein Onkel von Cody Rhodes und Dustin Rhodes. Das Ehepaar hat drei Kinder. Er arbeitet heute als Fachmann für Arbeitssicherheit bei einer Industriereinigungsfirma in Lakeland, Florida.

## Erfolge
- Continental Wrestling Association
  - AWA International Heavyweight Championship (1×)
  - AWA Southern Tag Team Championship (2×) – mit Jerry Lawler (1×) und Goliath (1×)[11][12]
- Championship Wrestling from Florida
  - NWA Florida Heavyweight Championship (1×)
- International Wrestling Association
  - IWA United States Heavyweight Championship (1×)[13]
- Super World of Sports
  - SWS Tag Team Championship (1×) – mit Earthquake[14]
- Universal Superstars of America
  - USA Heavyweight Championship (1×)[13]
- World Wrestling Federation
  - WWF Tag Team Championship (1×) – with Earthquake
- Wrestling Observer Newsletter
  - Worst Gimmick (1993) (als The Shockmaster)[15]

## Filme (Auswahl)
- 1994: Thunder in Paradise 2 (Fernsehfilm)
- 1994: Thunder in Paradise (Fernsehserie, 2 Folgen)
- 1994: Bandit – Ein ausgekochtes Schlitzohr gibt Gas (Bandit: Bandit's Silver Angel) (Fernsehfilm)
- 1998: Mortal Kombat: Conquest (2 Folgen)
- 2005: In Your Face: The Lost Episodes of the XWF